# 拉达德阿罗
拉达德阿罗，是西班牙卡斯蒂利亚-拉曼恰昆卡省的一个市镇。总面积32平方公里，总人口56人（2001年），人口密度2人/平方公里。